# DOTO (Pernis)
Voetbalvereniging DOTO (v.v. DOTO, meestal aangeduid als DOTO) was een Nederlandse voetbalclub uit het dorp Pernis. De club is opgericht op 26 juli 1933 en speelde het laatste seizoen in de Zaterdag eerste klasse B (2010/11). DOTO is een afkorting van "Door Ontwikkeling Tot Ontspanning". 
Maar in de Pernisser volksmond was DOTO een synoniem voor Door Opa Troost Opgericht, naar de  legendarische ( en geldschieter) voorzitter uit de jaren '60 en '70.

## Historie
DOTO werd in 1933 opgericht door C.H. de Jong, een leraar op de plaatselijke ambachtsschool. Samen met een aantal leerlingen werden er onder de naam DOTO'33 een aantal vriendschappelijke wedstrijden gespeeld. Vanaf 1936 werd er met twee elftallen competitie gespeeld onder auspiciën van voetbalbond CNVB. In 1947 werd DOTO kampioen van de Rotterdamse Voetbalbond (RVB), waarmee promotie naar de KNVB werd afgedwongen.
In seizoen 1969/70 promoveerde DOTO naar de zaterdag Eerste klasse, destijds de hoogste klasse in het zaterdagvoetbal. De jaren negentig verliepen minder rooskleurig, DOTO degradeerde in 1990 van de KNVB naar de Hoofdklasse van de regionale RVB. Een jaar later werd er weer promotie afgedwongen naar de vierde klasse van de KNVB en sinds een kampioenschap in de Zaterdag eerste klasse B in 2005 speelt DOTO in de zaterdag Hoofdklasse A. In oktober 2006 werden de spelers Ivar Eltenberg en Alexander van Dommelen in het Westelijk elftal opgenomen voor de kwalificatiewedstrijden voor de UEFA-Regiobeker. In 2010 eindigde de ploeg als een-na-laatste en degradeerde na het spelen van de nacompetitie.
Op 1 juli 2011 is DOTO een praktische fusie aangegaan met de andere voetbalvereniging in Pernis Excelsior Pernis. Er is gekozen voor een praktische fusie vanwege de schulden aan DOTO zijde die anders als een zwaard van Damocles boven DOTO hing. 
Nadat de praktische fusie beklonken is is DOTO opgeheven. De leden van DOTO zijn overgeschreven naar Excelsior Pernis dat haar naam en clubkleuren veranderde in VV Pernis.

## Tenue
DOTO speelde in een blauw/zwart verticaal gestreept shirt met zwarte broek en zwarte kousen.

## Competitieresultaten 1948–2011
| 1 4B |

| 3 4C |

| 1 4C |

| 4 3B |

| 4 3B |

| 8 3A |

| 3 3B |

| 10 3B |

| 9 3A |

| 6 3B |

| 4 3B |

| 3 3A |

| 8 3B |

| 7 3B |

| 7 3B |

| 5 3A |

| 4 3B |

| 7 3B |

| 9 3A |

| 1 3B |

| 7 2B |

| 4 2B |

| 1 2A |

| 5 1A |

| 10 1A |

| 12 1A |

| 4 2A |

| 4 2A |

| 11 2B |

| 3 3B |

| 4 3B |

| 1 3A |

| 11 2B |

| 8 2B |

| 11 2B |

| 13 2B |

| 12 3B |

| 8 4C |

| 2 4C |

| 1 4C |

| 6 3B |

| 12 3B |

| 11 4D |

|  |

| 8 4D |

| 7 4C |

| 3 4C |

| 1 4C |

| 3 3B |

| 9 1B |

| 3 1B |

| 8 1B |

| 5 1B |

| 2 1B |

| 4 1B |

| 2 1B |

| 3 1B |

| 1 1B |

| 3 A |

| 6 A |

| 5 A |

| 11 A |

| 13 A |

| 14 1B |

| Hoofdklasse | Eerste klasse | Tweede klasse | Derde klasse | Vierde klasse |

In elke staaf van de grafiek staat van boven naar beneden vermeld: 
- Eindnotering

Dit is de positie die de club heeft bereikt in de competitie, zonder eventuele beslissings-, play-off- of nacompetitiewedstrijden die nodig zijn geweest om bijvoorbeeld de kampioen van de competitie te bepalen.
Indien een * achter het getal staat is de notering een tussenstand en kan het zijn dat de notering niet overeenkomt met de uiteindelijke eindstand van de competitie.
Staat er een - dan is het seizoen nog bezig en is er geen definitieve uitslag bekend.
Staat er xx op de positie van de notering, dan heeft de club vroegtijdig de competitie verlaten. Dit kan onder andere komen door terugtrekking van het team, faillissement van de club of door een uitgedeelde straf van de KNVB. In veel gevallen staat elders in het artikel de reden vermeld.
Staat er een ? dan is het resultaat uit het verleden onbekend, en is alleen de competitie of het niveau bekend van dat seizoen.
In de seizoenen 2019/20 en 2020/21 werd wegens de coronacrisis het amateurvoetbal afgebroken. Daardoor kennen deze staven geen eindklassering (middels -- weergegeven).
- Competitieniveau en afdelingsletter of Officiële eindstand Eredivisie
  - Competitieniveau en afdelingsletter

Hierbij geeft het getal het niveau weer, dat ook terug te vinden is in de legenda. De letter is de afdelingsaanduiding en wordt gebruikt wanneer er meer afdelingen zijn op hetzelfde niveau. De afdelingsletter is altijd een hoofdletter en wordt meestal zonder nummer gebruikt.
Voorbeeld: 2F is niveau 2e klasse competitie F.
Het competitieniveau en nummer wordt niet vermeld wanneer er slechts één competitie van dit niveau was.
  - Officiële eindstand Eredivisie (getal staat tussen haakjes vermeld)

Sinds de introductie van play-offwedstrijden voor Europees voetbal na afloop van de reguliere competitie in 2005/06, is de KNVB verplicht een eindstand van de Eredivisie door te geven aan de UEFA aan de hand van deze play-offwedstrijden.
Bij deze eindstand staan clubs die zich hebben gekwalificeerd voor Europees voetbal hoger dan clubs die zich niet wisten te kwalificeren. Indien er geen verschil was tussen de eindnotering en de officiële eindstand, staat dit getal niet vermeld.

- Onderafdeling

Hier staat afgekort de naam van de onderafdeling indien de club in dat jaar in een onderafdeling uitkwam. Tevens staat deze afkorting in de legenda en wordt gelinkt naar het artikel over deze onderafdeling. Deze afkorting wordt alleen vermeld wanneer de club in het verleden in verschillende onderafdelingen heeft gespeeld. Deze vermelding is in de staaf altijd in kleine letters. Deze onderafdelingen zijn na het seizoen 1995/96 afgeschaft. Heeft de club in slechts één onderafdeling gespeeld, dan is dit alleen terug te vinden in de legenda.
Onder de staaf staat het jaartal vermeld waarin het seizoen is afgesloten. 15 verwijst naar het seizoen 2014/15 of eventueel het seizoen 1914/15.
Wanneer een staaf leeg is, zijn deze gegevens niet bekend. Het kan ook zijn dat de club dat seizoen niet heeft meegespeeld op het hogere amateurniveau, vroegtijdig de competitie heeft verlaten of uit de competitie is gezet.

In het seizoen 1944/45 was er wegens de Tweede Wereldoorlog geen regulier competitievoetbal.

## Bekende (oud-)spelers
- Taoufik Ameziane
- Jacob van den Belt
- Michael van Dommelen
- Glenn Helder
- Doriano Kortstam
- Benjamin Martha
- Sjaak Troost

## Bekende (oud-)trainers
- Nico Jalink

## Interland
Op 26 maart 2008 was DOTO gastheer van de officiële interland tussen de nationale teams van Armenië en Kazachstan. Het duel stond onder leiding van scheidsrechter Pieter Vink en eindigde in een 1-0-overwinning voor de Armenen door een doelpunt in de 62ste minuut van Edgar Manucharyan.